# ميلاني فيليبس
ميلاني فيليبس (بالإنجليزية: Melanie Phillips)‏ هي صحفية بريطانية، ولدت في 4 يونيو 1951 في المملكة المتحدة.

## وصلات خارجية
- الموقع الرسمي